# Segltræ
Segltræ (Sigillaria) var en slægt af primitive og uddøde ulvefodsplanter, der forekom sidst i kultiden og forsvant igen i tidlig Perm. De blev op til 30 m høje med en op til 1 m tyk stamme, men var ikke ægte træer og manglede bl.a. egentlige grene. Toppen af stammen var typisk tvedelt, og bladene sad i toppen eller direkte på stammen.
Døde segltræer udgør sammen med en række lignende planter fra perioden grundlaget for størstedelen af vore kulforekomster.
Indtil de falder af sidder bladene tæt, og de efterlader et karakteristisk linje-formet mønster. Dele af stammen med dette mønster udgør en række meget almindelige fossiler fra kultiden. 
Segltræ er på mange måder en meget stor urt, snarere end et træ. Stammen indeholder næsten intet ved og det meste af stammens strukturelle styrke kommer af det tykke bark-agtige yderste lag. Segltræ forplantede sig ved sporer og sporehusene sad i kogle-lignende strukturer. Fossiler af segltræ kan derfor henlede tanken på nåletræer, men i virkeligheden er der ikke tale om kogler, men om strobili som man finder hos Ulvefod-klassen og padderok. De nulevende repræsentanter for Brasenføde-klassen har dog ikke sådanne strobili.
Det formodes at skæltræ voksede hurtigt og levede under 10 år. De forekom i de vådeste områder af kultidens enorme sumpe, og i et klima der var meget mildt, atmosfæren havde en anden sammensætning med mere ilt og mere CO2.
Segltræ havde et mere karakteristisk udseende end skæltræ med lange, smalle blade der sad i toppen af stammen hvorved de 2 "grene" i toppen kan minde lidt om store flaskerensere.
| Botanik | Spire Denne botanikartikel er en spire som bør udbygges. Du er velkommen til at hjælpe Wikipedia ved at udvide den. |